# Szmolnij Intézet
A Szmolnij Intézet (oroszul Смольный институт, Szmolnij insztyitut) klasszicista palota Szentpétervár keleti részén a Néva mellett, amely eredetileg az orosz nemesség leánygyermekeinek képzését szolgálta.

## Története
A háromszárnyas palota 1806–1808 között épült Giacomo Quarenghi tervei alapján a Szmolnij területén, ahol korábban az orosz flotta szurokfőzői (a szmola jelentése gyanta, szurok) működtek. Egészen az 1917-es októberi orosz forradalomig a Szmolnij Intézet az orosz nemesi leányok nevelésére szolgáló oktatási intézmény volt, az Orosz Birodalom első oktatási intézménye, amelyet nőknek hoztak létre.
A forradalmak során, 1917. augusztusában az épületet a katona- és munkástanácsok foglalták el. A Szmolnij akkoriban még Szentpétervár külterületének számított, nem volt összefüggő lakónegyed közte és a városközpont között, emiatt ma főleg modern épületek veszik körül). 1917-ben a palotában rendezték meg a II. Összoroszországi Szovjetkongresszust, amely kiadta az új szovjetkormány első rendeleteit. Egészen Moszkvába való átköltözéséig a Szmolnijban volt a szovjetkormány székhelye és Lenin dolgozószobája. A kormány Moszkvába költözése után a SZKP (a Szovjetunió Kommunista Pártja) leningrádi szervezetének központja lett az épület. 1934-ben a Szmolnijban gyilkolták meg Kirovot, Leningrád párttitkárát, akit Sztálin főtitkár a vetélytársának tekintett.
Az épületet 1991-ben a Szentpétervári Főpolgármesteri Hivatal kapta meg.